# West Virginia Mountaineers
A West Virginia Mountaineers egy egyetemi amerikaifutball-csapat, mely az Egyesült Államokban, Nyugat-Virginiában, Morgantownban található. A színei az óarany és kék, melyet egy végzős hallgató talált ki még 1890-ben. A Mountaineer ("hegylakó") mint kabala, meccsen először az 1936-os idényben jelent meg, azóta az egyetemi futball egyik közkedvelt alakja. Nagy szakáll növesztése nélkül senki nem öltheti magára a mosómedveprém öltözéket és kalapot. Az iskola harci indulója a Hail West Virginia, ám a csapat himnuszként 1980-ban adaptálta John Denver Take me home, country roads című számát.

## Története
Bár sohasem nyertek nemzeti bajnoki címet, mégis kiemelkedő örökmérleggel rendelkeznek a Hegylakók. 1937–38-ban a College Divisionban, 1939-től 1972-ig az Egyetemi Divízióban, 1973-77 között a Divízió I-ben szerepeltek. 1978 óta a Divízió I-A, azaz a legmagasabb osztály tagjai. A WVU legtöbbször Függetlenként játszott 1891-től 1990-ig, kivéve az 1925 és 1927 közötti időszakot, amikor az Athletic Konferenciában versenyzett, illetve az 1950 és 1967 közötti éveket, amikor Southern Konferencia tagjai közé tartozott. A Mountaineers a legsikeresebb csapat azok közül, amelyek még sosem szereztek Nemzeti Bajnoki Címet, a Miami RedHawks és Virginia Tech Hokies előtt. Az 1892-es és 1918-as idényben nem indult az Eers.
A Hegylakók 1988-ban rendkívüli tettet hajtottak végre, ugyanis veretlenül zárták az alapszakaszt, azonban a Nemzeti Döntőben a Fiesta Bowlon nem bírtak a Notre Dame Fighting Irish csapatával, 34-21-re kikaptak. Másodszor az 1993-as idényban jutottak be a döntőbe, itt a Florida Gators győzte le őket 41-7-re. Mindkét tökéletes szezon idején Don Nehlen volt a vezetőedző. Nehlenhez köthető a csapat jelenleg is használt logója, a "The Flying WV", azelőtt West Virginia állam körrajza volt látható a mezeken és sisakokon. Viszont ha megtekintjük valamelyik hazai mérkőzésüket, akkor is biztosan láthatjuk az állam határait. A kezdés előtt a The Pride of West Virginia nevű zenekar elfújja a fight song-ot, miközben a pályán megformázza West Virginiát.
A Mountaineers tizenháromszor győzött a konfjában (nyolcszor a Southern, ötször Big East Konferenciában). Az edzők szavazásán (Coaches Poll) a legjobb helyezése az első hely volt, melyet a 2007-es szezon 13-ik hetében ért el. A WVU 25 bowl meccsen játszott, melyből 12-t megnyert, 15-öt elveszített. A nagyobb bowl-ok közül a Sugar Bowlon háromszor, a Peach Bowlon négyszer, a Fiesta Bowl kétszer és a Gator Bowlon hat alkalommal szerepeltek. A Hegylakók 2-0-s mérleggel állnak a BCS-bowlokon, mindkét győzelmet Patrick White quarterback és Steve Slaton running back vezérletével aratták (2006 Sugar Bowl, 2008 Fiesta Bowl).
A 2005-ös és a 2006-os szezonban az egyetem történetében először egymás után két 11 győzelemmel záruló idényt produkáltak. A 2007-es évadban története során első alkalommal harmadik helyen rangsorolva kezdte az idényt a WVU, az év során többször is az első helyen voltak, de az alapszakasz utolsó fordulójában nagy riválisuk, a Pittsburgh Panthers (ez az ún. Backyard Brawl) megtréfálta őket és lecsúsztak a bajnoki döntőről.

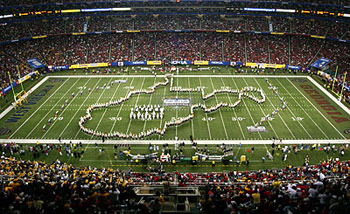
A Mountaineer Marching Band

## Érdekességek
Csapatszínek: óarany és kék
Induló: Hail West Virginia! (Take Me Home, Country Roads, John Denver country énekes dala Nyugat-Virginiáról)
Becenév: Mountaineers
Kabala: The Mountaineer
Zenekar: Mountaineer Marching Band, úgy is ismert, mint "Nyugat-Virginia büszkesége" (angolul: "The Pride of West Virginia.". Híresek arról, hogy Nyugat-Virginia állam formájában állnak fel.